# Morgan Schneiderlin
Morgan Schneiderlin, född 8 november 1989 i Obernai, är en fransk fotbollsspelare (mittfältare).

## Karriär
Schneiderlin började sin fotbollskarriär i den lokala klubben RC Strasbourg innan han i juni 2008 gick till Southampton. Schneiderlin värvades till Manchester United under sommarens transferfönster 2015, där han skrev på ett fyraårskontrakt. Sejouren i United blev dock kort. 2017 såldes han vidare till Everton där han fick tröjnummer 2.
Den 23 juni 2020 värvades Schneiderlin av Nice.